# Монастырский, Нестор Дмитриевич
Нестор Дмитриевич Монастырский (15 сентября 1847, местечко Рош, Буковина, Австро-Венгрия — 24 мая 1888, Санкт-Петербург) — русский врач-хирург.
Нестор Дмитриевич Монастырский родился в семье православного священника в 1847 году в местечке Рош (по другим данным в Черновцах), на тот момент располагавшемся в границах Австро-Венгрии. Начальное образование получил в русской классической гимназии. Изучал медицину в Венском университете, после получения диплома переехал на постоянное жительство в Россию.
В Медико-хирургической академии в Санкт-Петербурге защитил диссертацию «К патологии бугорчатой проказы» и получил должность профессора Еленинского института.
В 1881 году (по другим данным — в 1883) Монастырский, одновременно с Николайером и независимо от него, открыл и описал возбудителя столбняка. В 1885 году впервые в России произвел наложения гастроэнтероанастомоза. В 1888 году впервые в мире выполнил холецистоеюностомию — «операцию Монастырского» при раке головки поджелудочной железы.
После создания 1 октября 1885 года хирургической клиники Императорского клинического института стал её первым заведующим.
Н. Д. Монастырский — один из основоположников антисептики и асептики в России. Совместно с К.К. Иогансеном им были разработаны и внедрены в практику методы химического и физического обеззараживания. В 1886 году вышла книга «О современном лечении ран», основанная на лекциях Н. Д. Монастырского.
Н. Д. Монастырский умер в 1888 году на второй день после операции по поводу рака почки.